# 曲云霞
曲雲霞（1972年12月25日—），遼寧人，中国長跑運動員，師從馬俊仁，為「馬家軍」的成員，曾經在1993－2015年间保持女子1500米賽跑世界紀錄长达近12年，直到2015年7月17日被根泽比·迪巴巴以3分50秒07秒刷新。
她在1992年夏季奧運會上贏得了女子1500米跑的銅牌，这是当时亚洲运动员在奥运会该项目中取得的最好成绩，直到巴林运动员玛丽·尤索夫·贾马尔在2012年夏季奥运会夺得该项目金牌。1993年9月11日，曲雲霞在北京舉行的第7屆全運會女子1500米跑比赛中以3分50秒46打破了前蘇聯名將卡贊金娜保持13年之久的女子1500米跑世界紀錄，原紀錄為3分52秒47。隨後，她在当年于斯图加特举行的世界田徑錦標賽上獲得女子3000米跑金牌。翌年又在日本广岛举行的第12届亚运会上获得女子800米跑和1500米跑两枚金牌。
1996年退役，之後在大連的東北財經大學擔任體育教師，已婚並育有一子。

## 外部連結
- 曲云霞在国际奥林匹克委员会的资料
- 曲云霞在的頁面
- Sports Reference （页面存档备份，存于）
- Genzebe DIBABA 1500m - NEW WORLD RECORD

| 紀錄                     | 紀錄                                                   | 紀錄                  |
| ------------------------ | ------------------------------------------------------ | --------------------- |
| 前任： Tatyana Kazankina | 女子1500公尺世界紀錄保持者 1993年9月11日~2015年7月17日 | 繼任： Genzebe Dibaba |